# Silvi Vrait
Silvi Vrait, född 28 april 1951 i Kehra, död 28 juni 2013 i Tallinn, var en estnisk sångerska. Vrait gjorde sitt första scenframträdande 1972. 1994 representerade hon Estland i Eurovision Song Contest med låten Nagu merelaine (skriven av Ivar Must och Leelo Tungal).
Vrait studerade engelska vid Tartu universitet.